# Хасло
Хасло (нем. Hasloh) — община в Германии, в земле Шлезвиг-Гольштейн. 
Входит в состав района Пиннеберг. Подчиняется управлению Пиннау.  Население составляет 3397 человек (на 31 декабря 2010 года). Занимает площадь 11,07 км².